# شيفر (جنس)
شَيْفَر (الاسم العلمي: Carinaria)، جنس حيوانات بحرية من الرخويات بطنيات القدم وفصيلة الشيفريات. متوسطة القد.